# Xian de Nyalam
Le xian de Nyalam (tibétain : གཉའ་ལམ་རྫོང་།, Wylie : gnya' lam rdzong, THL : nyalam dzong ; translittération en chinois simplifié : 聂拉木县 ; chinois traditionnel : 聶拉木縣 ; pinyin : Nièlāmù Xiàn) est un district administratif de la région autonome du Tibet en Chine. Il est placé sous la juridiction de la ville-préfecture de Xigazê.

## Démographie
La population du district était de 14 073 habitants en 1999.

## Histoire
Lors d'un accord en 1956, entre le gouvernement du Népal et celui de la Chine, le Népal a été autorisé à établir des agences de commerce à Shigatsé, Kerung et Nyalam au Tibet, et des marchés d'échanges à Lhassa, Shigatsé, Gyantse et Yatung.

## Culture
On y parle notamment le Nepalbhasha (ou newar), une langue ancienne du Népal, parlé par les Newars. Le poste frontière de Zhangmu, situé sur le territoire du xian, était autrefois emprunté par ce que l'on appelle les Newars de Lhassa (en) qui faisaient des échanges entre Lhassa et Katmandou.

## Réseau routier
La route nationale chinoise 318 (ou G318), d'une longueur de 5 476 kilomètres, qui relie Shanghai à la frontière népalaise, traverse le xian et est continuée de l'autre côté de la frontière par l'autoroute Araniko (en référence au Newar Araniko). Ces deux routes sont sur la route Lhassa – Katmandou, au sein du réseau routier asiatique, AH42 (anglais : Asian Highway 42), liant Chine, Inde et Népal.

Nyalam
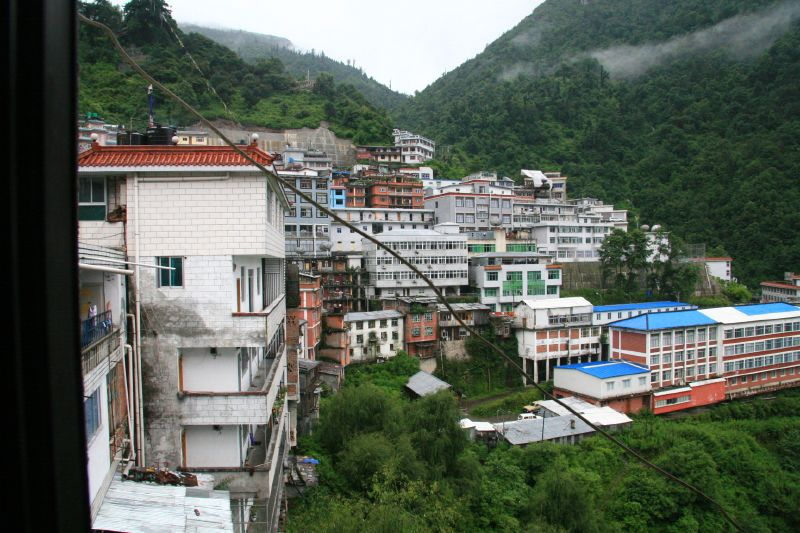
La ville de Zhangmu
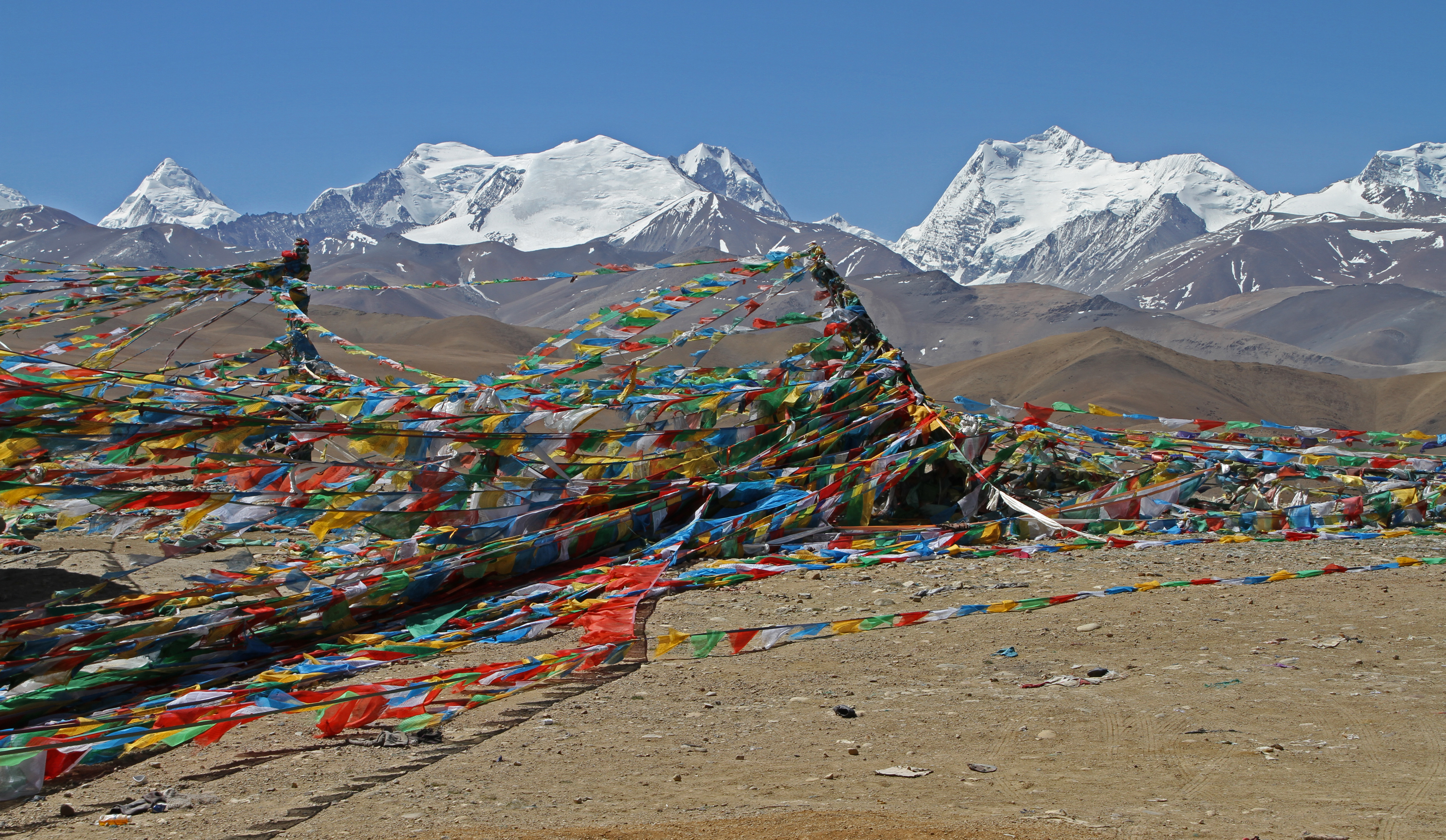
Lalung La
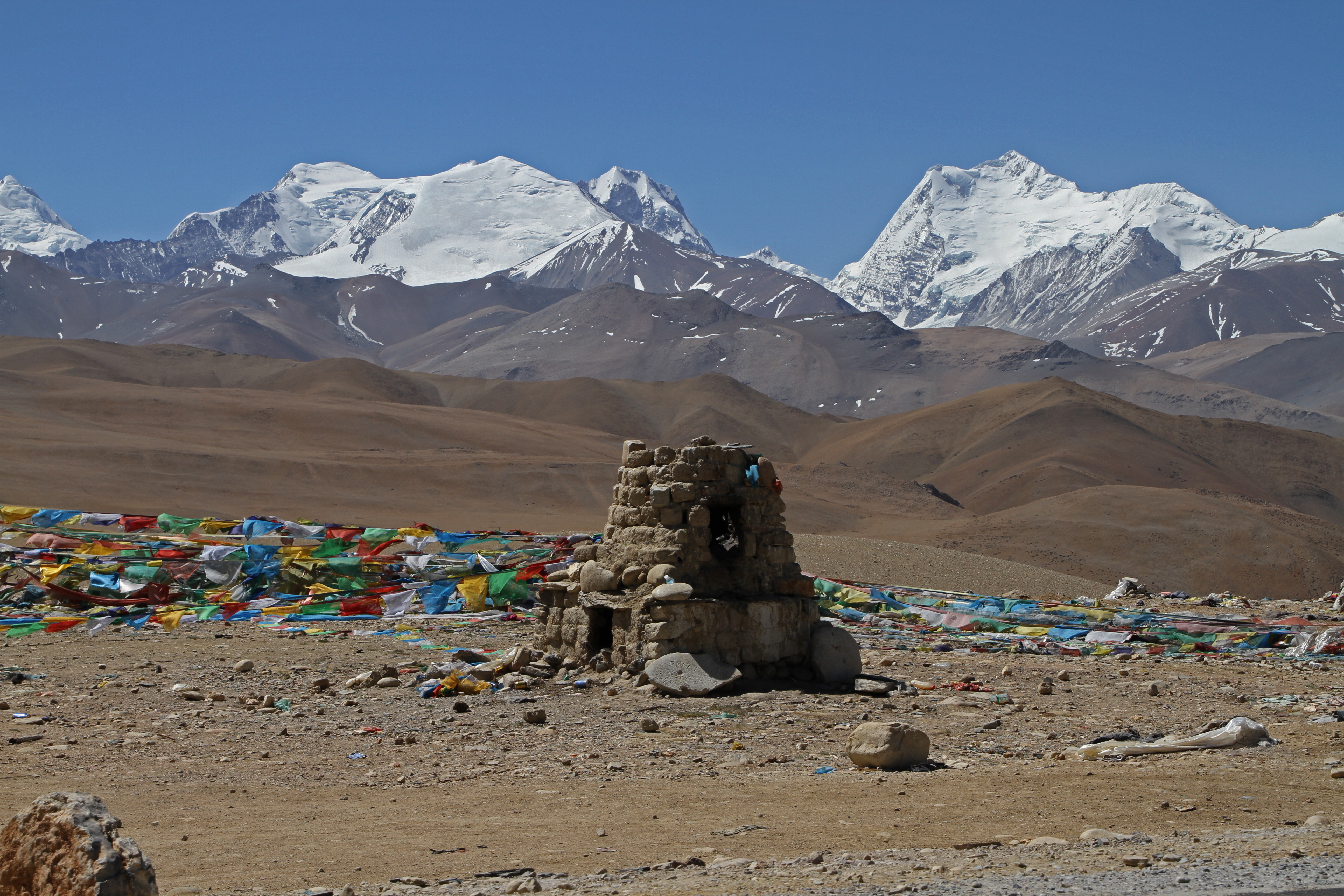
Lalung La
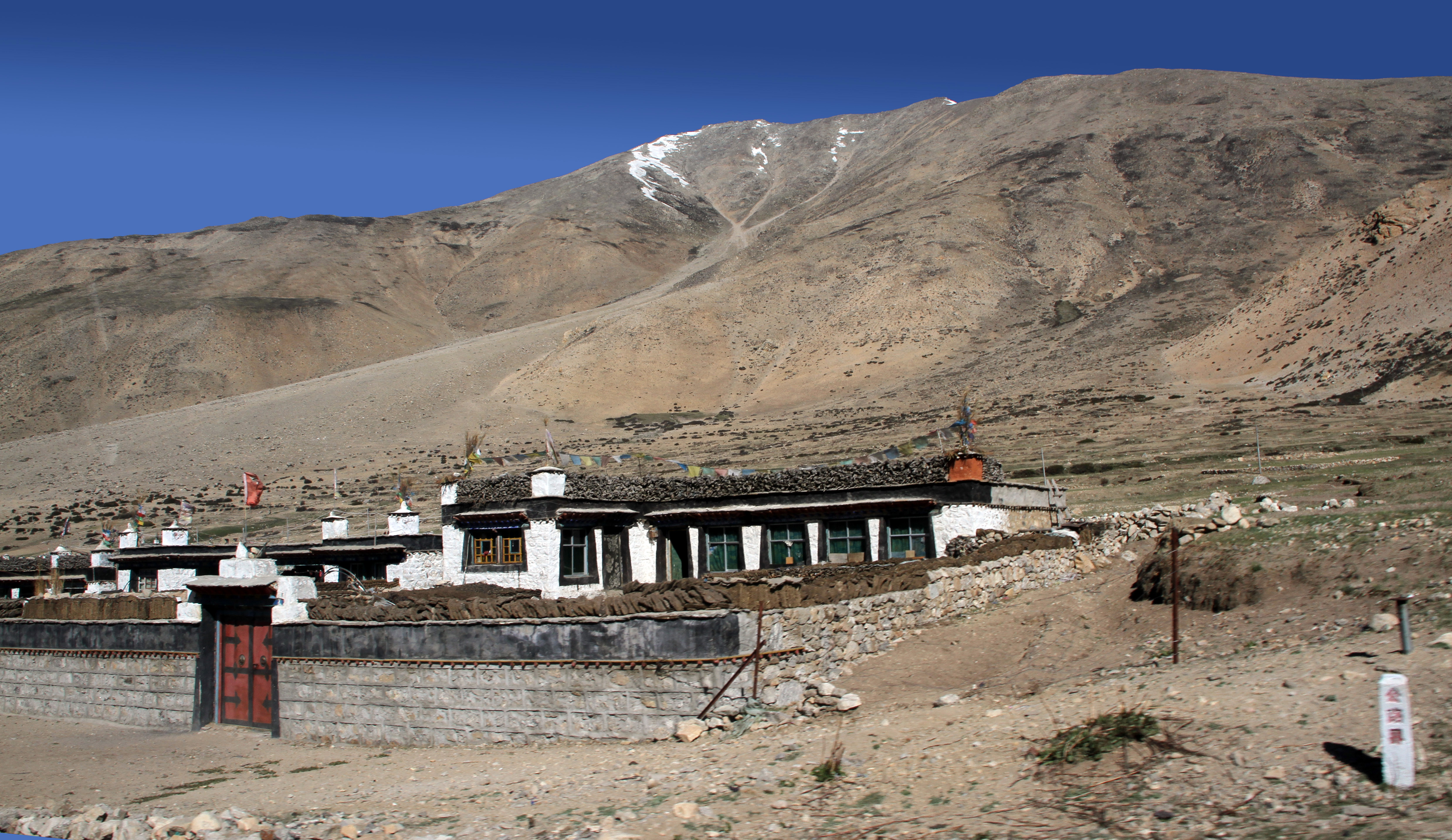
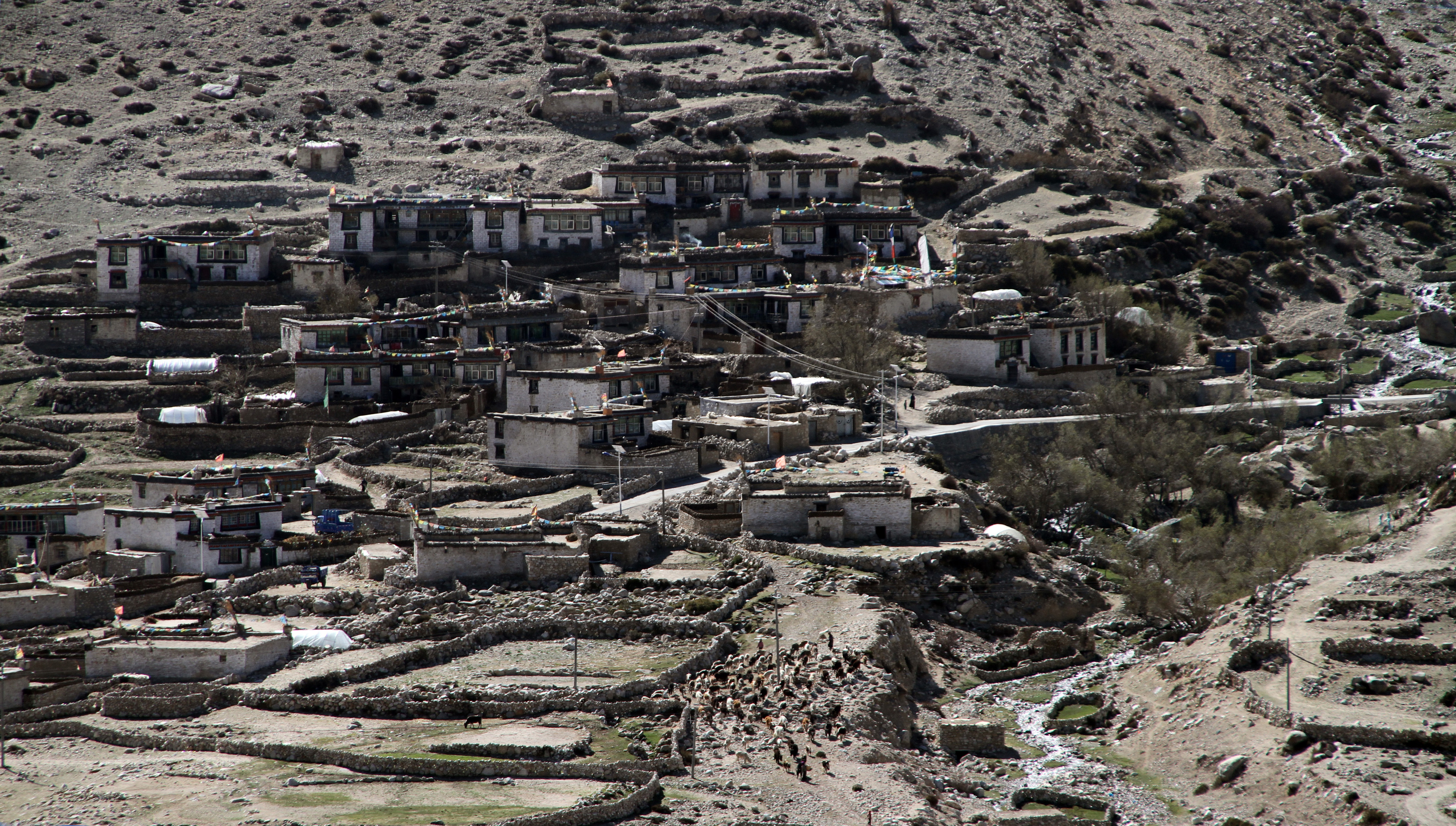